# Bobulja
Bobulja är en ort i Montenegro. Den ligger i den centrala delen av landet, 15 km nordväst om huvudstaden Podgorica. Bobulja ligger 55 meter över havet och antalet invånare är 127.
Terrängen runt Bobulja är kuperad åt sydost, men åt nordväst är den bergig. Runt Bobulja är det ganska glesbefolkat, med 48 invånare per kvadratkilometer. Närmaste större samhälle är Podgorica, 15,0 km sydost om Bobulja. Omgivningarna runt Bobulja är en mosaik av jordbruksmark och naturlig växtlighet.